# Liste der Kulturdenkmäler in Wiebelsheim
In der Liste der Kulturdenkmäler in Wiebelsheim sind alle Kulturdenkmäler der rheinland-pfälzischen Ortsgemeinde Wiebelsheim aufgeführt. Grundlage ist die Denkmalliste des Landes Rheinland-Pfalz (Stand: 27. Oktober 2023).

## Einzeldenkmäler
| Bezeichnung                           | Lage                    | Baujahr                    | Beschreibung                                                                        | Bild            |
| ------------------------------------- | ----------------------- | -------------------------- | ----------------------------------------------------------------------------------- | --------------- |
| Katholische Kirche St. Peter und Paul | Simmerner Straße 3 Lage | 1846/47                    | Bruchsteinsaal, 1846/47                                                             | Fotos hochladen |
| Quereinhaus                           | Simmerner Straße 9 Lage | Mitte des 19. Jahrhunderts | Fachwerk-Quereinhaus, teilweise massiv und verschiefert, Mitte des 19. Jahrhunderts | Fotos hochladen |